# جيمس باين وايت
جيمس باين وايت هو سياسي أمريكي، ولد في 26 يونيو 1835 في Stirlingshire ‏ في المملكة المتحدة، وتوفي في 9 أكتوبر 1897 في فورت واين في الولايات المتحدة. نشط حزبياً في الحزب الجمهوري. وقد انتخب عضو مجلس النواب الأمريكي ‏.